# Saccoglossus aulakoeis
Saccoglossus aulakoeis är en djurart som tillhör fylumet svalgsträngsdjur, och som beskrevs av Thomas 1968. Saccoglossus aulakoeis ingår i släktet Saccoglossus och familjen Harrimaniidae. Inga underarter finns listade i Catalogue of Life.